# Jókai utca (Komárom)

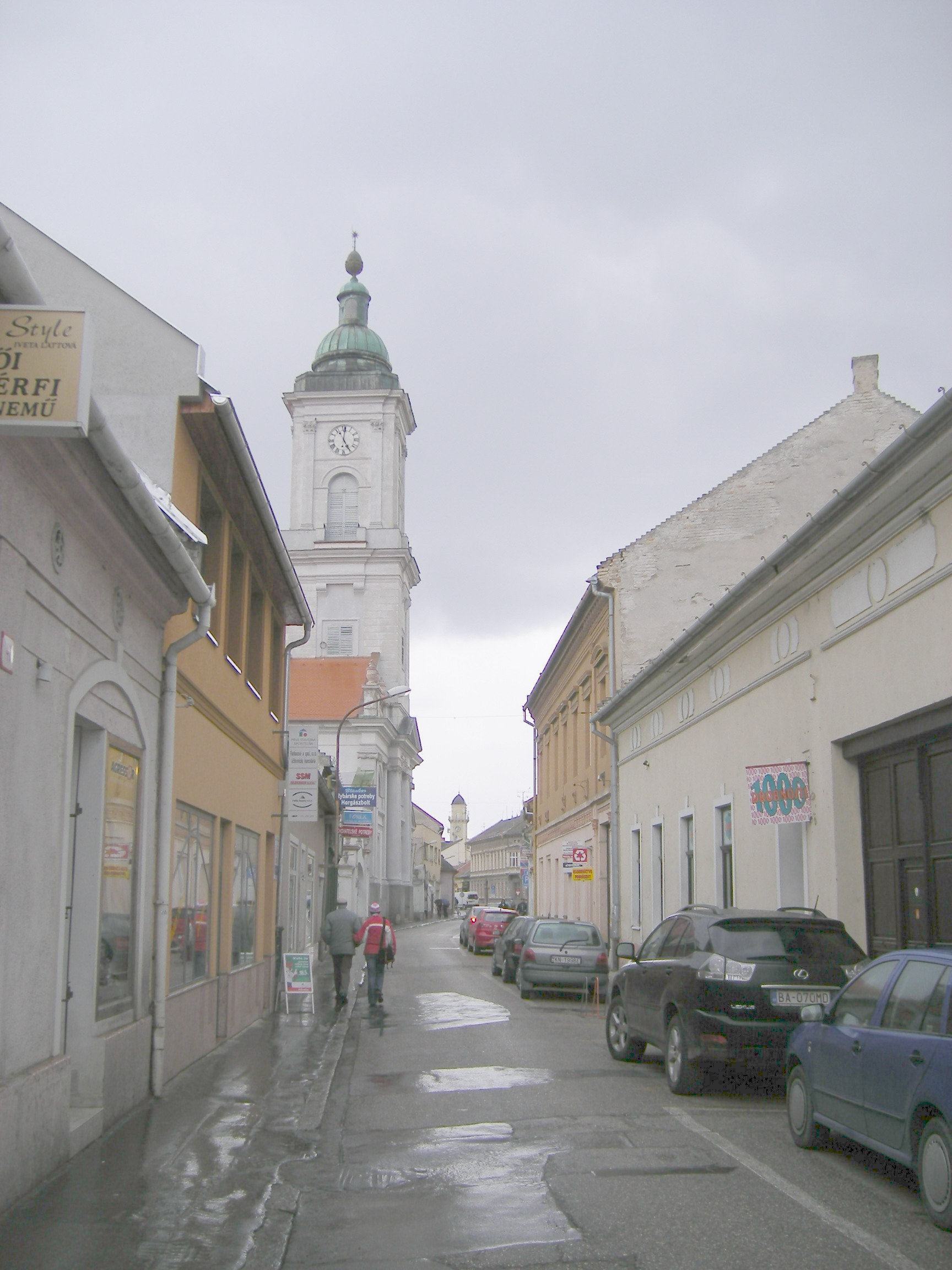
A Jókai utca a Klapka tér felől a református templommal

A Jókai utca (szlovákul ulica Jókaiho) a szlovákiai Komárom város belvárosának egyik főutcája. A város főteréről, a Klapka térről indul északi irányba és a Kossuth téren ér véget (folytatása a Komenský utca). Teljes hossza 620 méter, ebből a Ferences barátok utca és a Thaly Kálmán utca közé eső rész 340 méter.
Legjelentősebb épületei a Szent Anna-kápolna, valamint a református templom és kollégium.

## Története

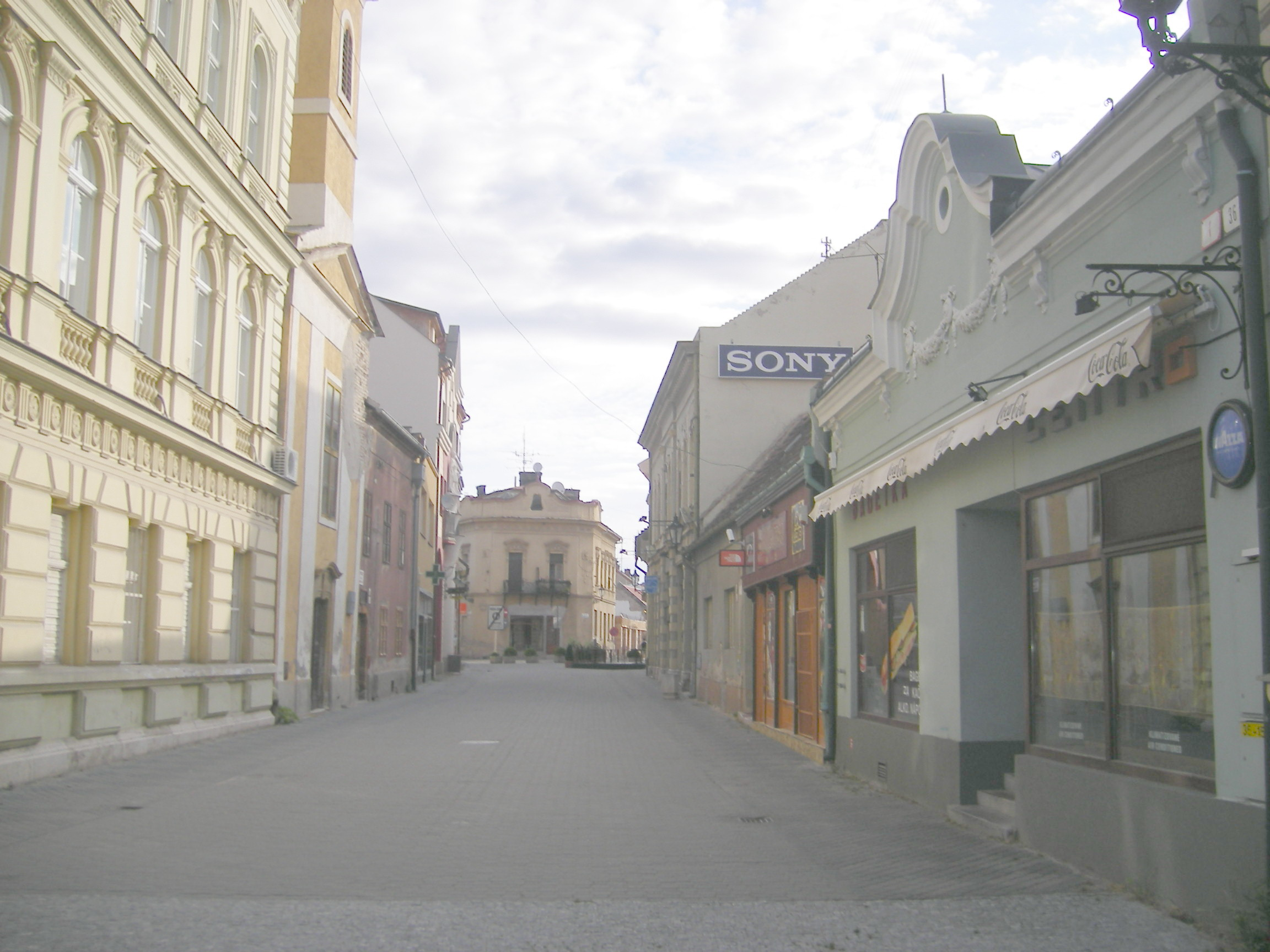
A Jókai utca látképe a Klapka tér felől (az egykori Szent Anna utca)

Az utca a 17. század közepén alakult ki, eredetileg Sándor utcának nevezték (az utca felső részén élő Sándor család után), majd a Szombathy utca nevet kapta (a Szombathy-család nagy telket birtokolt a későbbi református kollégium helyén). A város 1881-ben, még a neves író életében nevezte el az utcát Jókai Mórról, aki itt nevelkedett és a kollégiumban kezdte el tanulmányait. 1945-ben Vjacseszlav Molotov szovjet külügyminiszterről nevezték el, de már az 1960-as években visszakapta eredeti nevét. Az utca házaiban nagyrészt iparosok és kereskedők éltek, északi részén azonban néhány nemesi telek is volt.
A Ferences barátok utcájának elágazásától a Klapka térig tartó legdélebbi része eredetileg külön utcát alkotott (eredetileg Szent Anna, később Városház, Szinnyei József, illetve Február 25. utca).
A Határőr utca a 24. számú háznál keresztezi a Jókai utcát, itt több régi ház lebontásával kisebb teret alakítottak ki az evangélikus templom előtt, mely ma parkolóként szolgál és összeköttetést teremt a Ferences barátok utcája felé.

## Nevezetes épületei

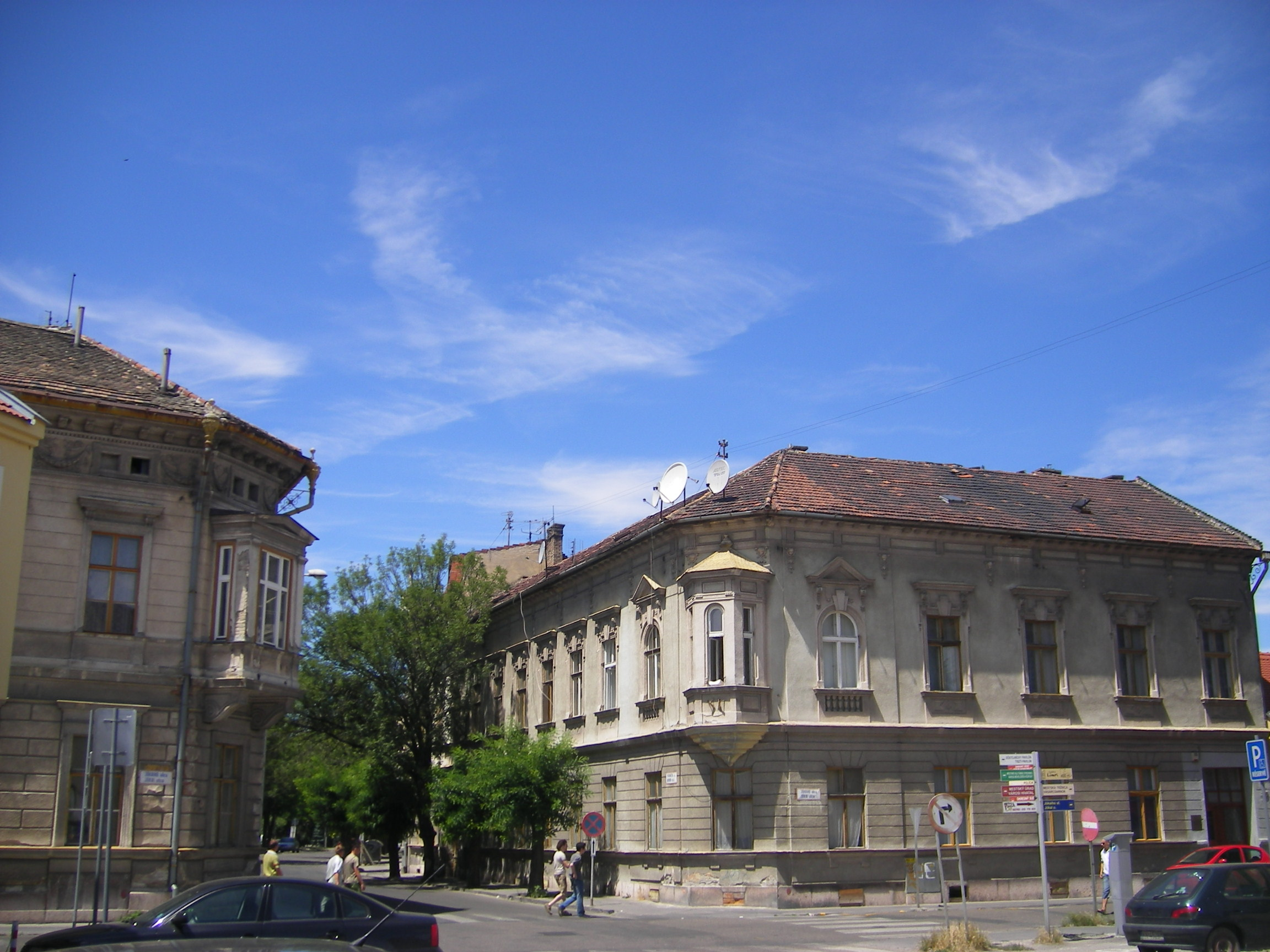
A Jókai és a Határőr utcák kereszteződése

- Az utca déli végénél, a városháza szomszédságában áll a Szent Anna-kápolna, mely ahhoz a szomszédos szegényházhoz tartozott, melyet Miletics Borbála alapított 1709-ben. Építését 1750-ben fejezték be. Az Európa-udvar keleti bejárata a kápolna közelében nyílik.
- A 3. számú, egykori Ruzsinszky- (később Ipovitz)-házban működött az 1789-ben alapított Megváltó-gyógyszertár, melyet később az 1843-ban Komáromba költözött Schmidthauer Antal (1816–1888) vásárolt meg. Ő fedezte fel a nagyigmándi keserűvíz-telepet 1863-ban. A gyógyszertár 1938 óta a 8. számú házban működik (eredeti berendezése fennmaradt).
- Az 5. számú emeletes ház Adler Izidornak, majd özvegyének a második világháborúig működő textiláruháza volt.
- A 9. számú egykori Schmidthauer-házat ma a művészeti alapiskola használja. Az 1880-as években építtette Schmidthauer Lajos, aki egy ideig itt működtette a gyógyszertárat. Ebben az épületben dolgozott Schmidthauer Lajos (1882–1956), aki később híres orgonaművész, orgonakészítő és zeneszerző lett. Az épület falán emléktáblát helyeztek el tiszteletére.

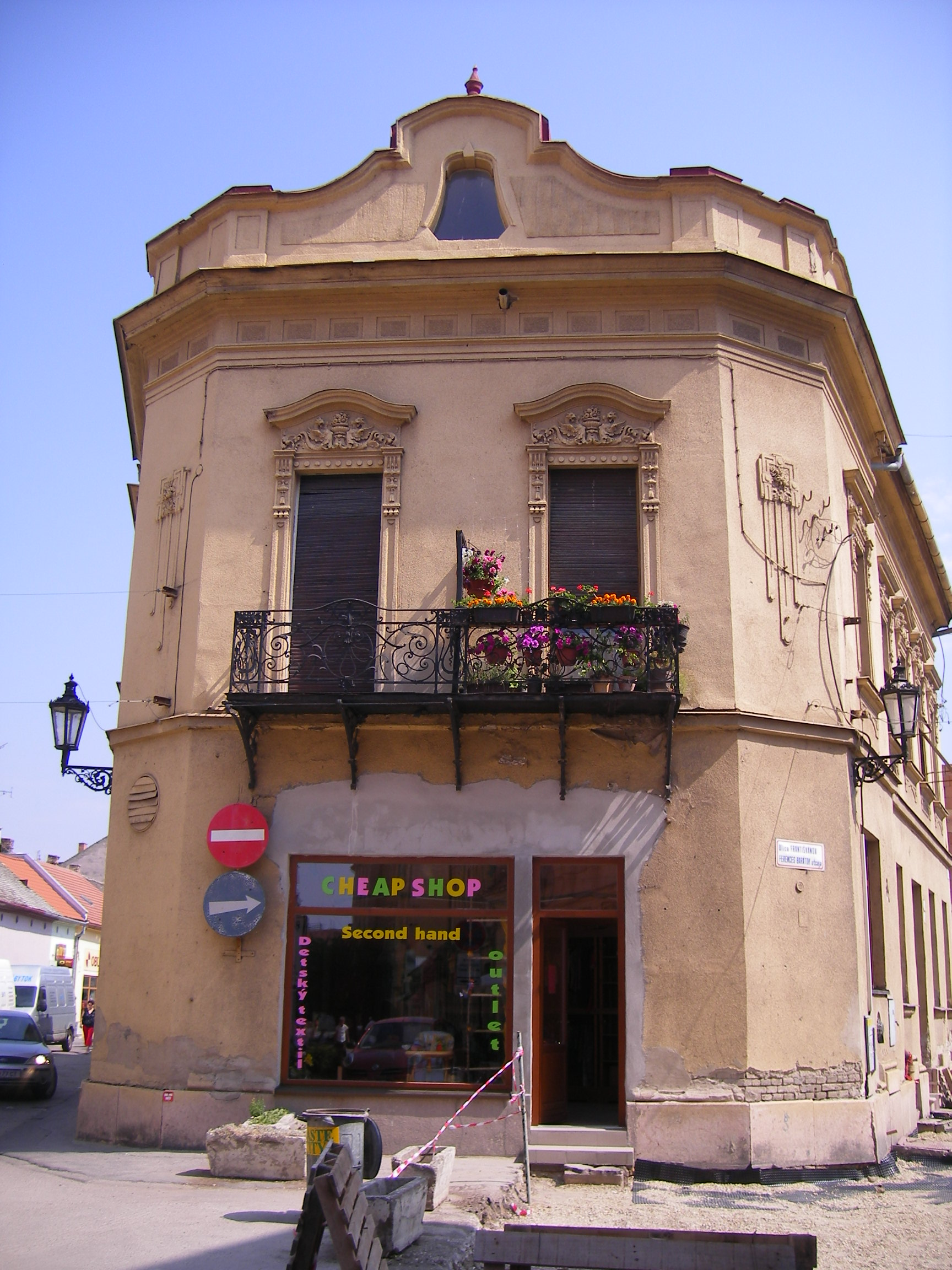
A Jókai és a Ferences barátok utcájának elágazásának álló egykori Megváltó-gyógyszertár épülete

- A 11. számú ház a 20. század elején épült azon a telken, melyen korábban Dosztál József (1857–1929) bádogos üzlete és műhelye működött. 1938-ig itt működött a Megváltó gyógyszertár; melyet 1915-ig Steiner Miklós, majd Nádasdy Géza, 1935 után pedig Neuwelt Pál működtetett.
- A 15. számú házban 1908 és 1940 között nyomda működött, melyet Sipos Ferenc és Szénássy János alapított, majd 1912-ben Munka Ferenc csatlakozott hozzájuk. 1918 januárjában Neuhauser Jenő vette meg a nyomdát, aki Virradat néven működtette. A nyomdában főként naptárak és kisnyomtatványok készültek, de itt nyomtatták a baloldali Munkáslapot (főszerkesztője Földes Sándor költő volt) és itt nyomták a Kendi Zoltán ügyvéd által szerkesztett Komáromi Hírlapot is. A nyomda 1940-ben költözött Budapestre.
- A 24. számú ház a 19. század végén épült, az egykori nőipariskola épülete helyén az 1869-ben alakult Révkomáromi Önsegélyző Egylet (Népbank) székházaként. A bank 1945-ig működött, ezután lakásokat alakítottak ki az épületben.
- A 25. számú ház a második világháború után épült az egykori kismegyeháza helyén. Valószínűleg a vármegyeháza felépüléséig itt volt Komárom vármegye székhelye. 1814-től az épület katolikus elemi főtanodaként működött, majd 1868 után az ekkor megnyitott községi elemi népiskola leányosztályai költöztek ide. 1887 áprilisában Hittrich József és Szijj János kezelésében itt nyílt meg a városi népkönyvtár. 1893-ban az iskola új épületének átadásával (ez a mai Határőr utcai szlovák iskola) az épületet a városi mérnöki hivatal és a városi rendőrség használta annak lebontásáig.
- A 28. számú ház udvarán látható oszlopos tornác állítólag Jókai Mór szülőházából (Király püspök utca) származik.
- A 30. számú ház szecessziós díszítésű homlokzatával hívja fel a figyelmet magára. Egykor Nagy Ferenc szabómester tulajdona volt.
- A 32. számú ház az 1880-as évektől Szloboda János (1853–1920) műbútorasztalos műhelye és áruháza volt, melyet később Hofbauer Andor üzemeltetett.
- Az utca domináns épülete a református templom, melyet 1788-ban szentelték fel, kőtornyának építését pedig 1832-ben fejezték be. Vele szemben tágas udvar közepén áll a nagy múltú református kollégium épülete, melyet 1796-ban építettek.
- A 36. számú ház, a kollégium udvarának az utca felé eső részén épült a 19. század derekán. A református egyház építtette, a század második felében a posta- és távíróhivatal bérelte. Az épületet 1894-ben kibővítették, ekkor (szeptember 15-én) helyezték el itt a város első telefonközpontját. 1944-ben, amikor a Király püspök utcában felépült az új főposta, az épületet átalakították bérlakásokká, majd az 1970-es évektől óvoda is működött itt. A ház falán emléktábla jelzi, hogy 1944–2004 között itt működött a Kálvin János Teológiai Akadémia.
- A 38. számú ház nevezetessége, hogy itt lakott Domonkos János dúsgazdag gabonakereskedő, akiről Jókai az Aranyember című regényének főhősét mintázta. Az eredetileg nemesi telket (1649-től Csajághy Gergely, majd Csajághy László és Konkoly-Thege János birtoka volt) 1749-ben vásárolta meg Domonkos András. Domonkos János 1833-ban hunyt el, a házat később a Fleischmann-család vásárolta meg az örökösöktől. A 20. század első felében itt működött Fleischmann Samu sörnagykereskedése, valamint jég- és szikvízgyára.

## Képtár

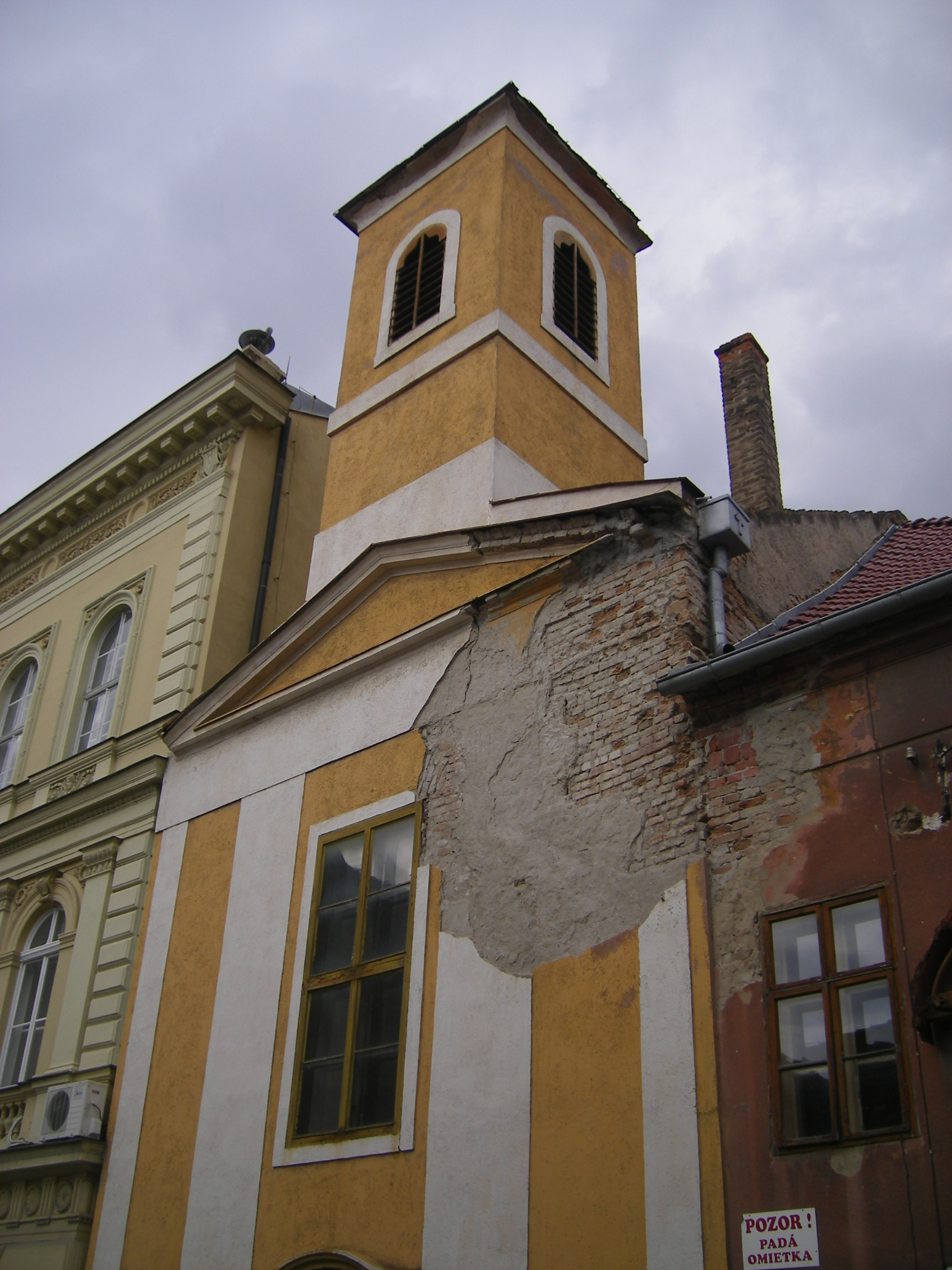
A Szent Anna-kápolna az utca déli végénél
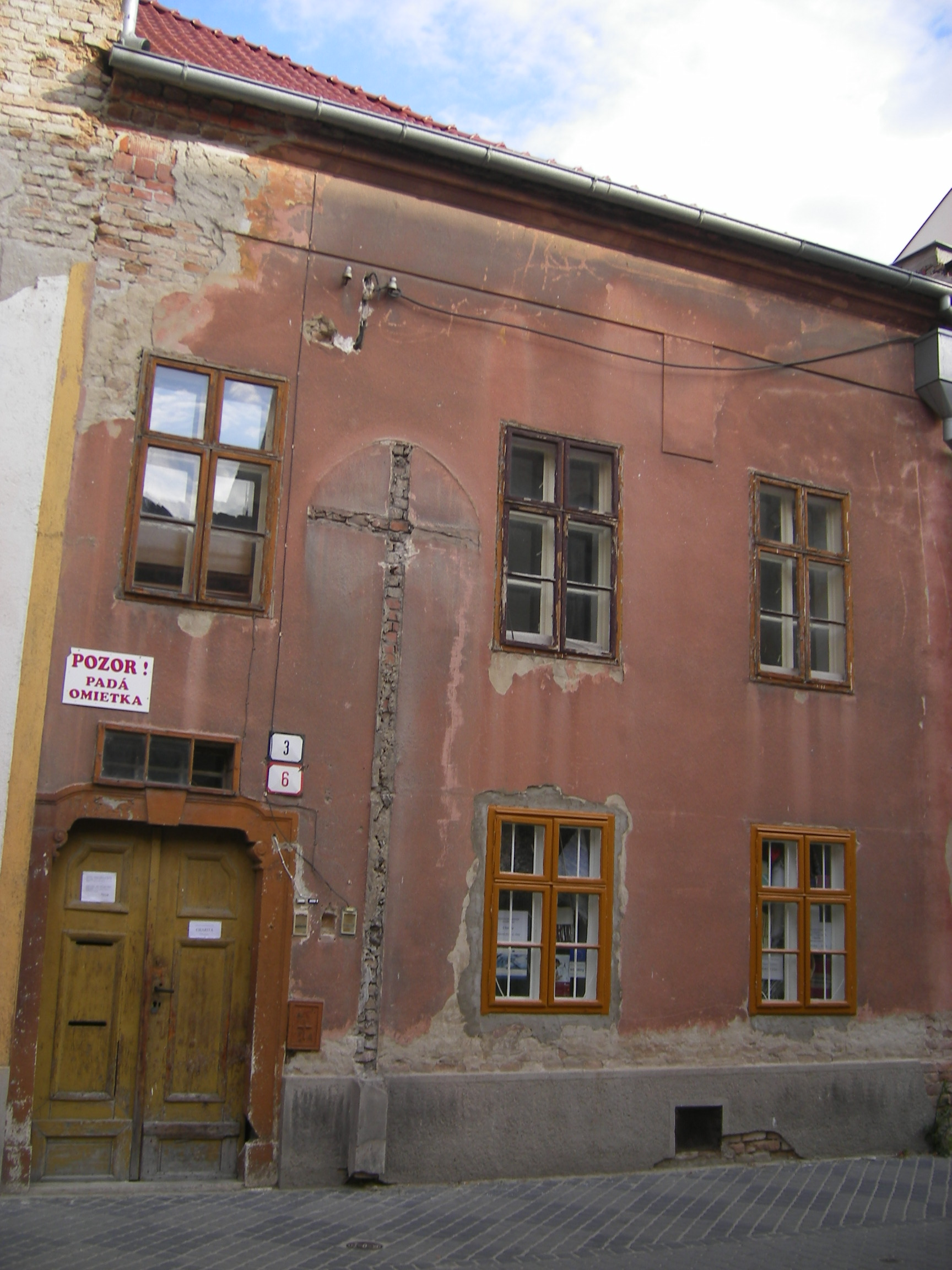
A kápolnához csatlakozó egykori szegényház épülete
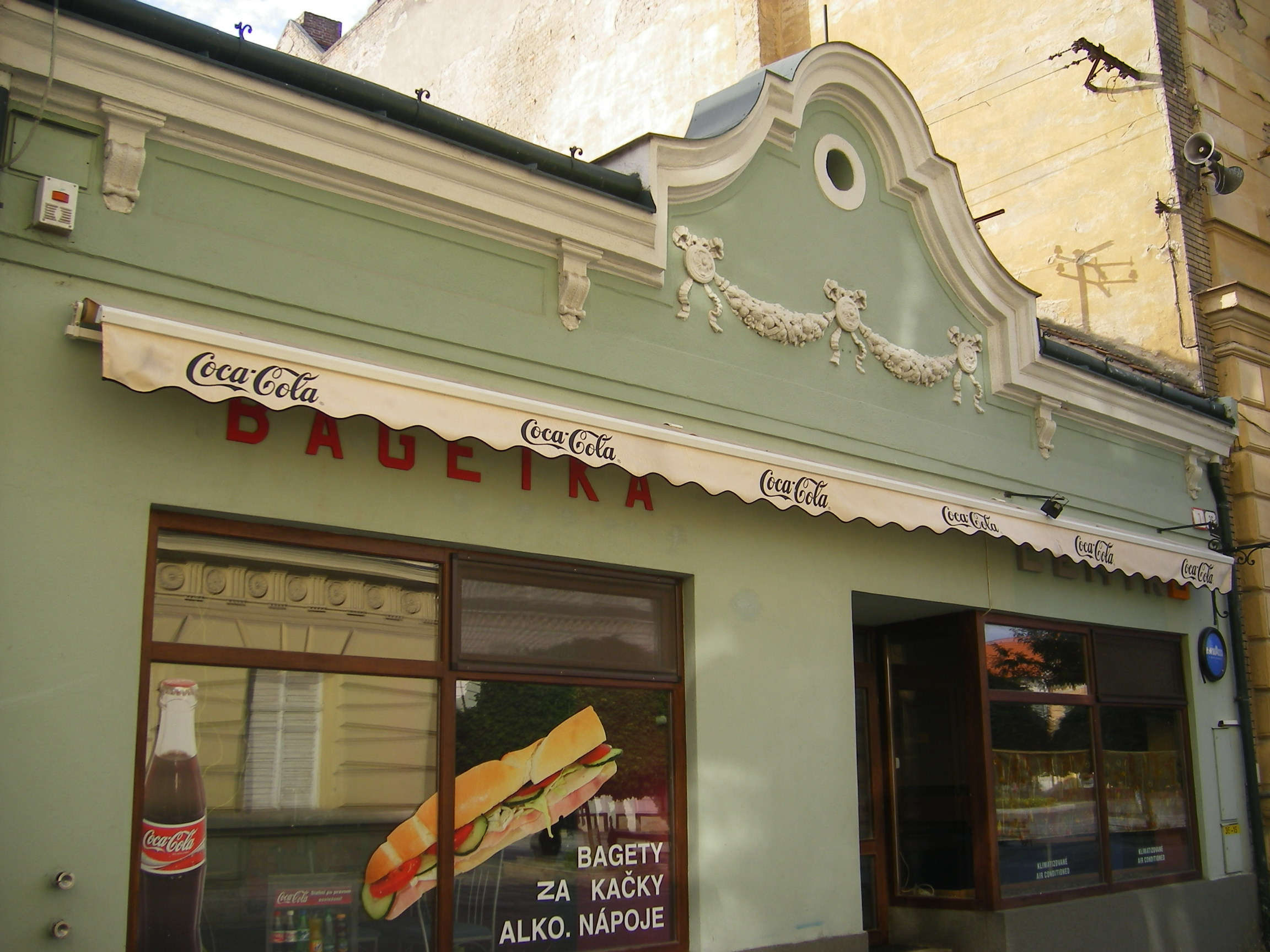
A 3. számú ház
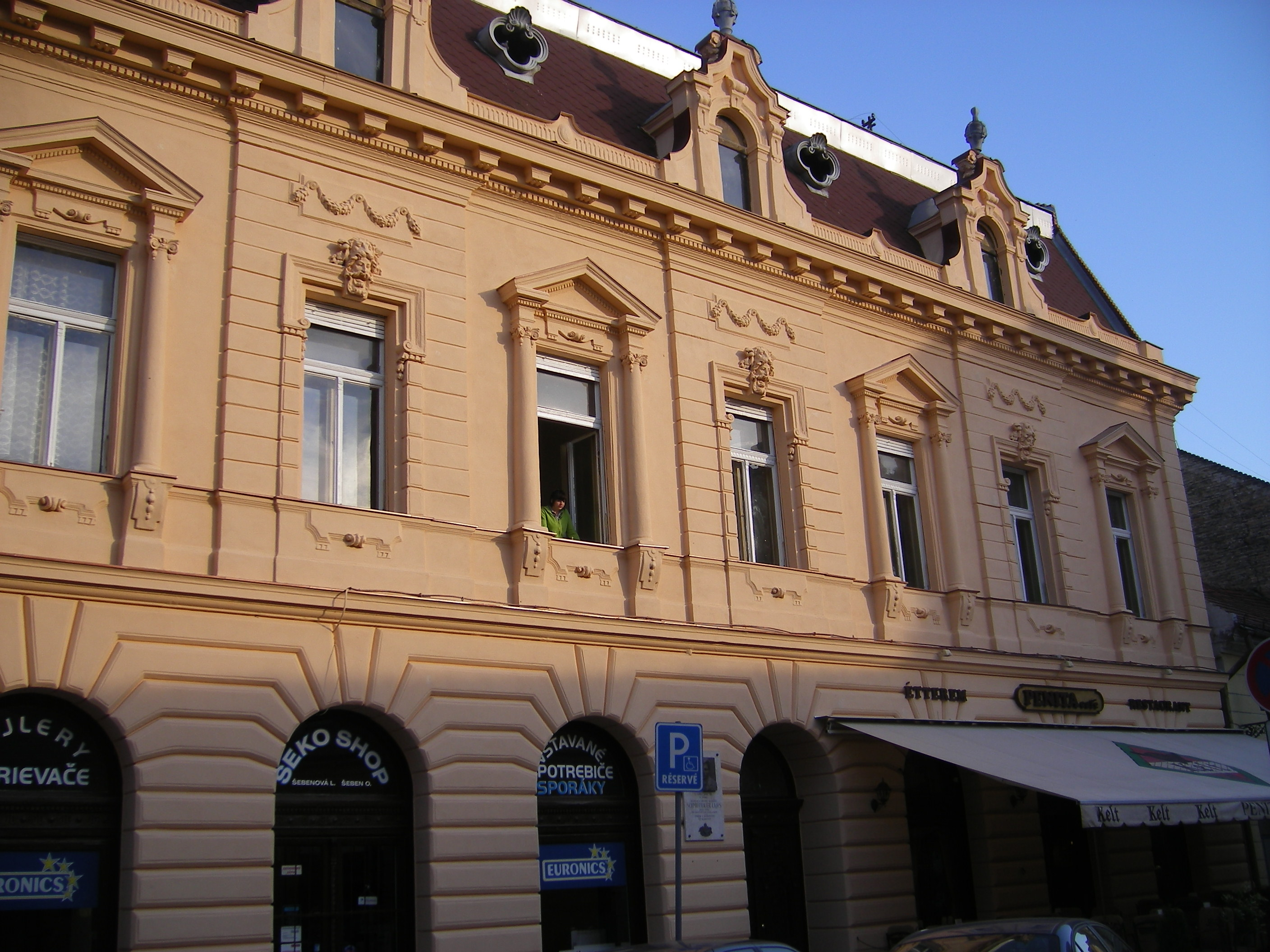
Az egykori Schmidthauer-ház (9. számú ház)
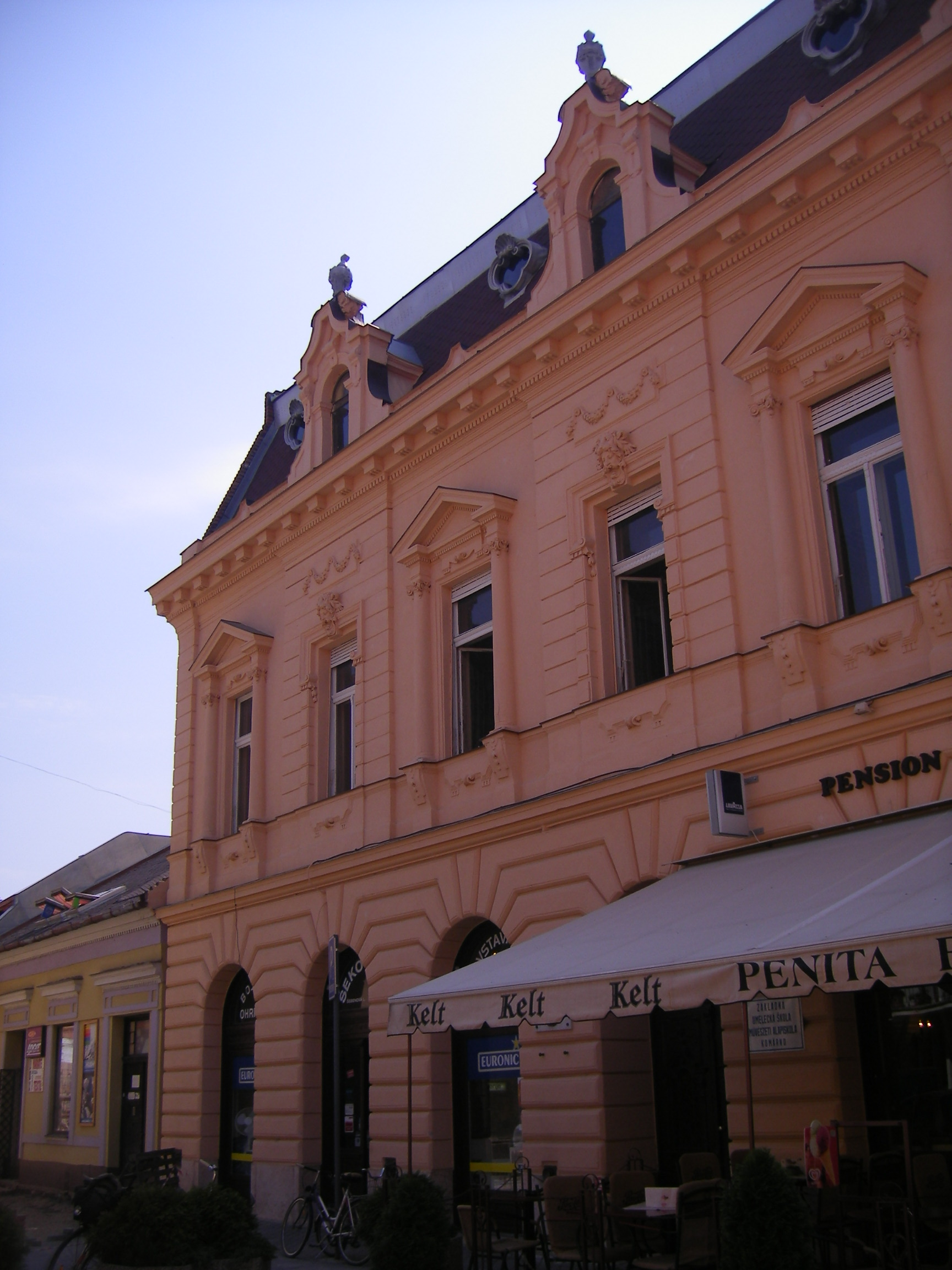
Az egykori Schmidthauer-ház
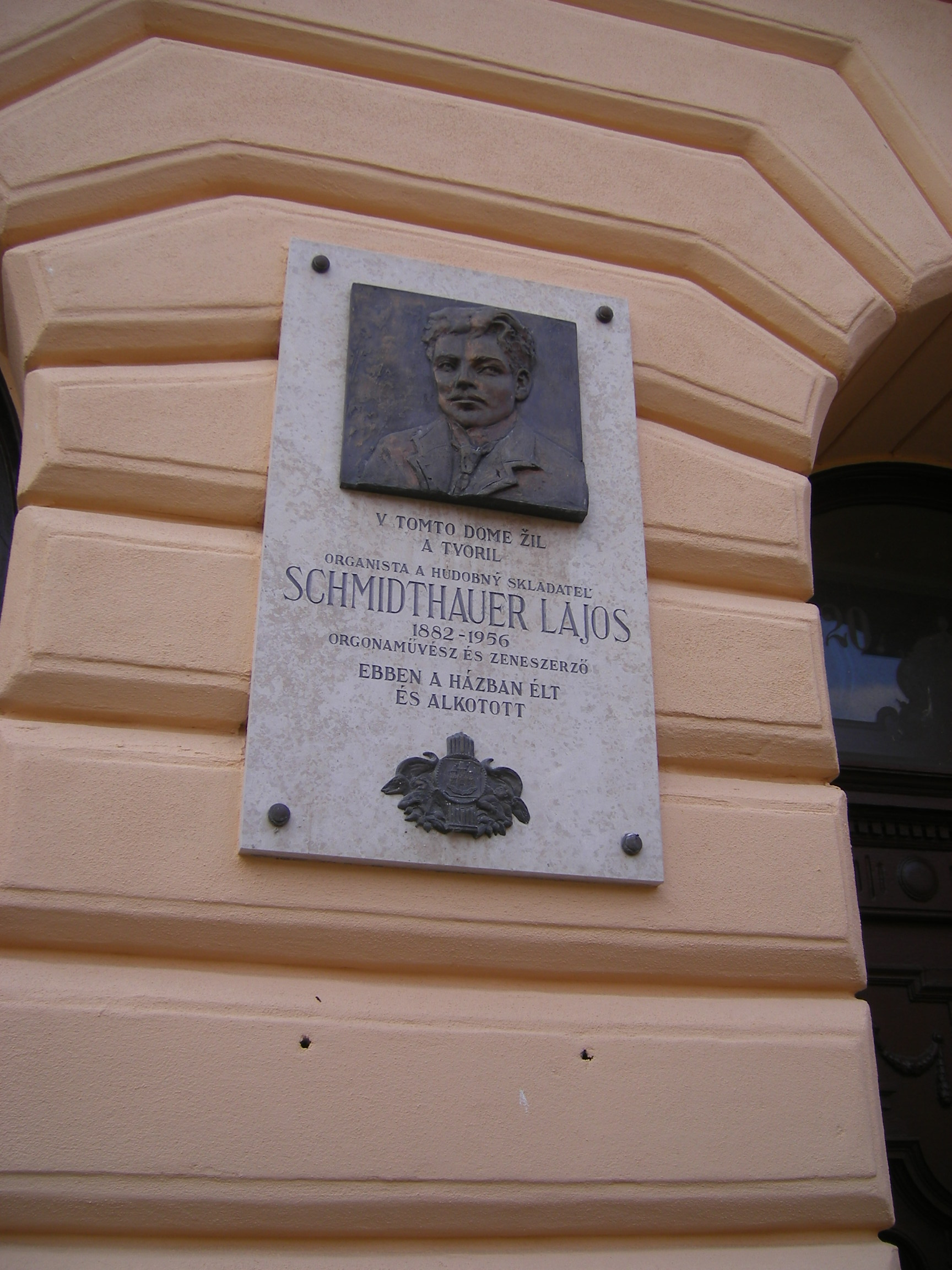
Schmidthauer Lajos emléktáblája
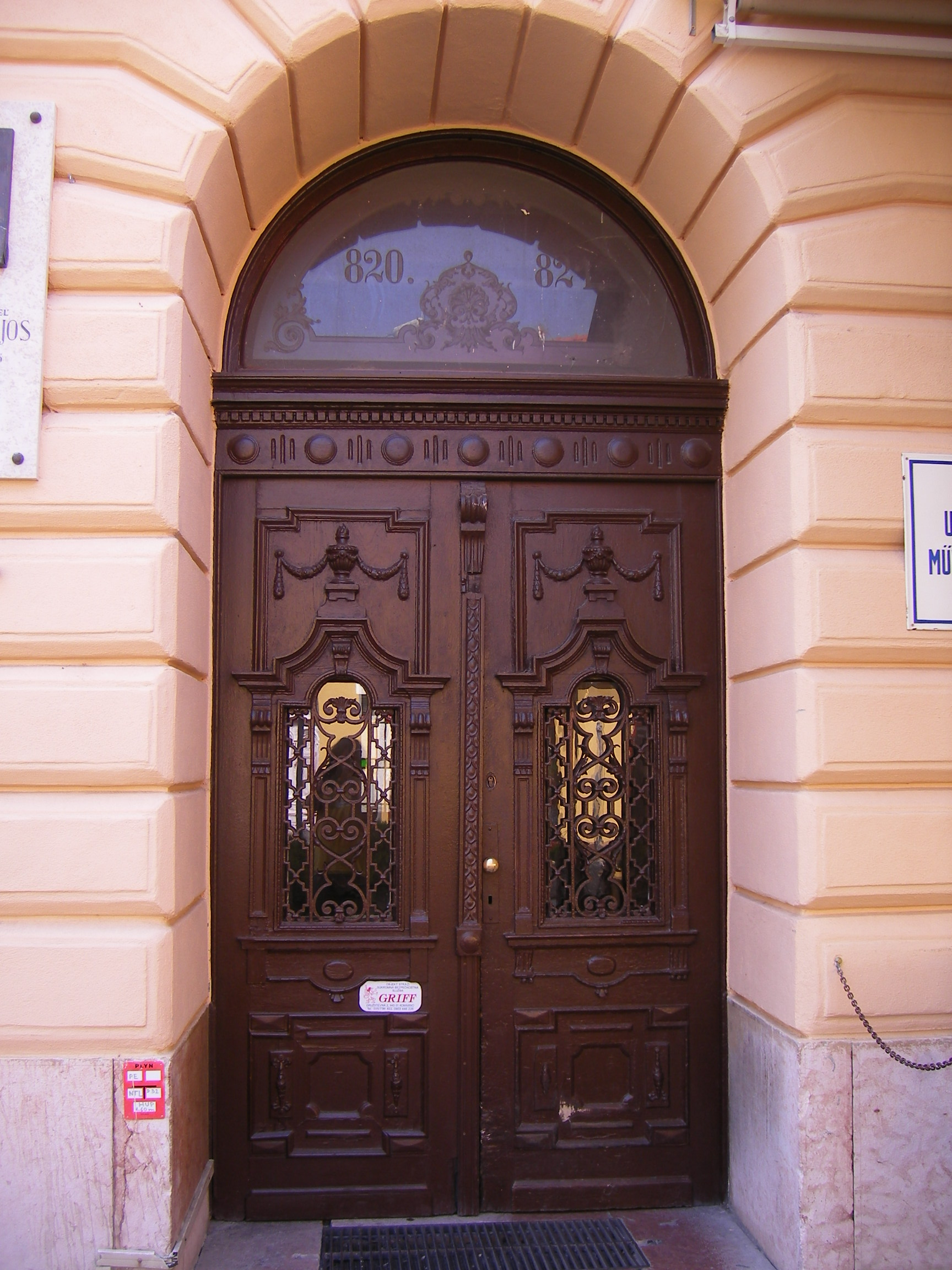
Az egykori Schmidthauer-ház bejárata
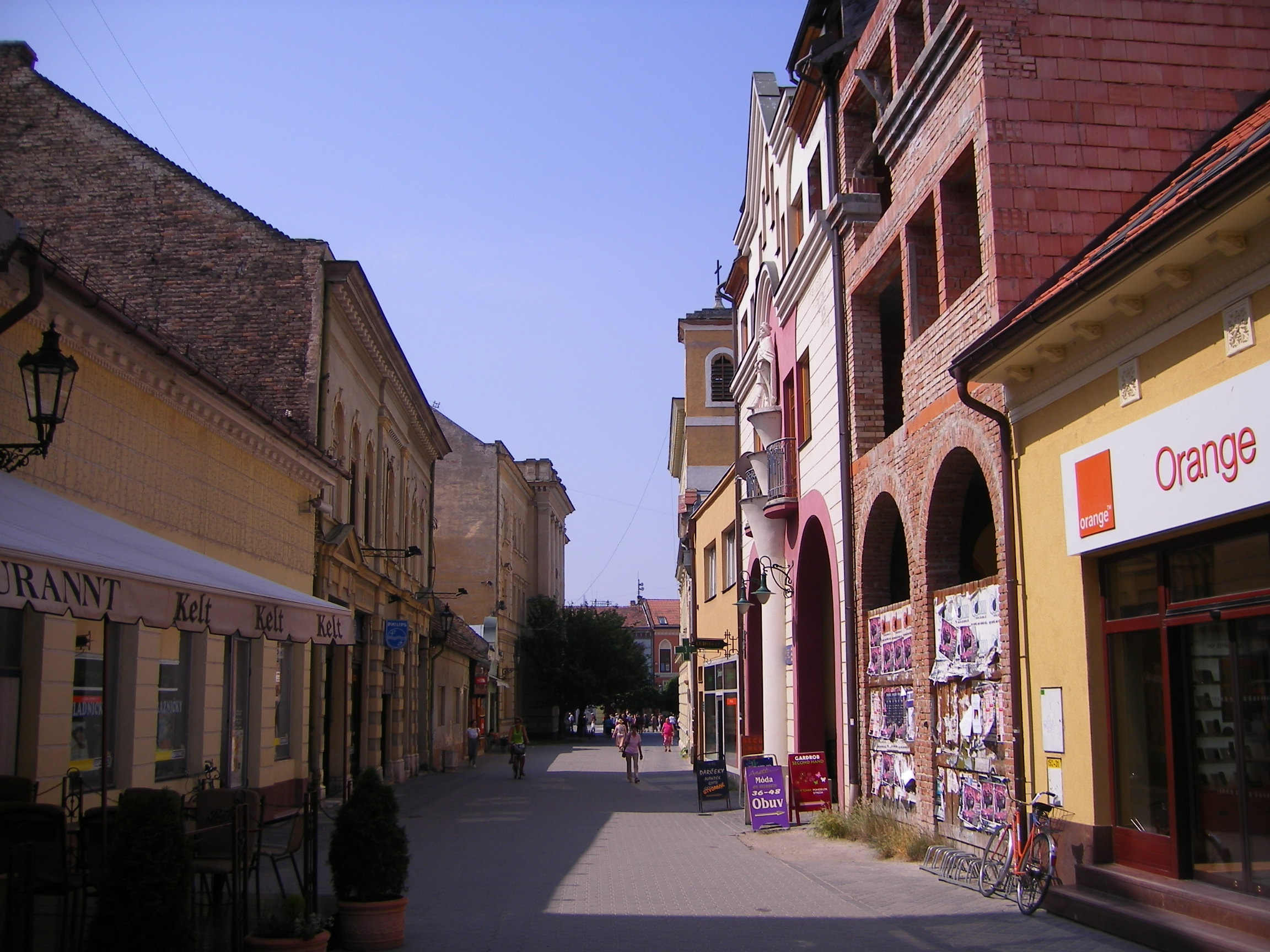
Az utca alsó vége (az egykori Városház utca)
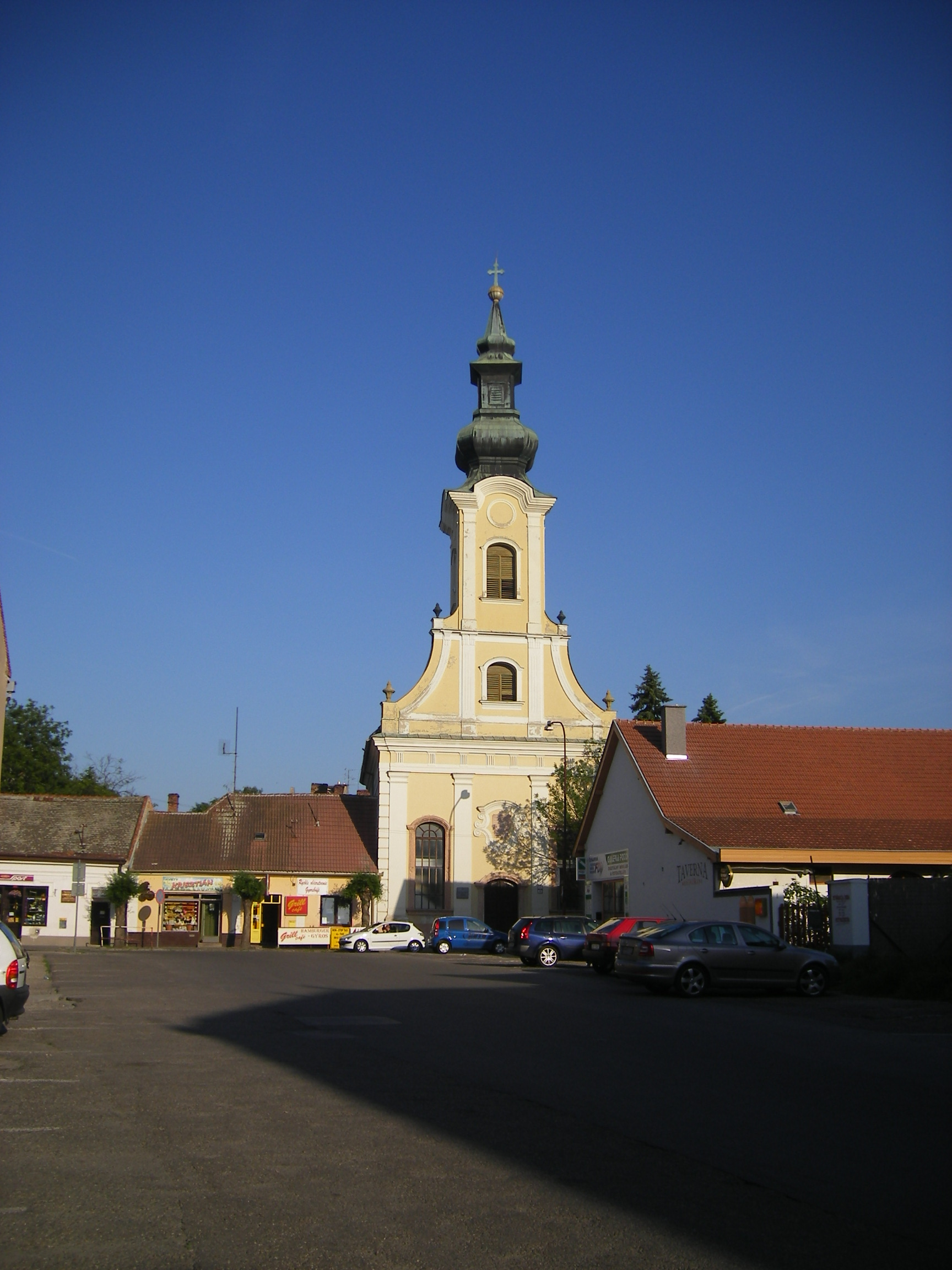
Az evangélikus templom látképe a Jókai utca felől (előtérben az utca egyes házainak lebontásával keletkezett kis tér)
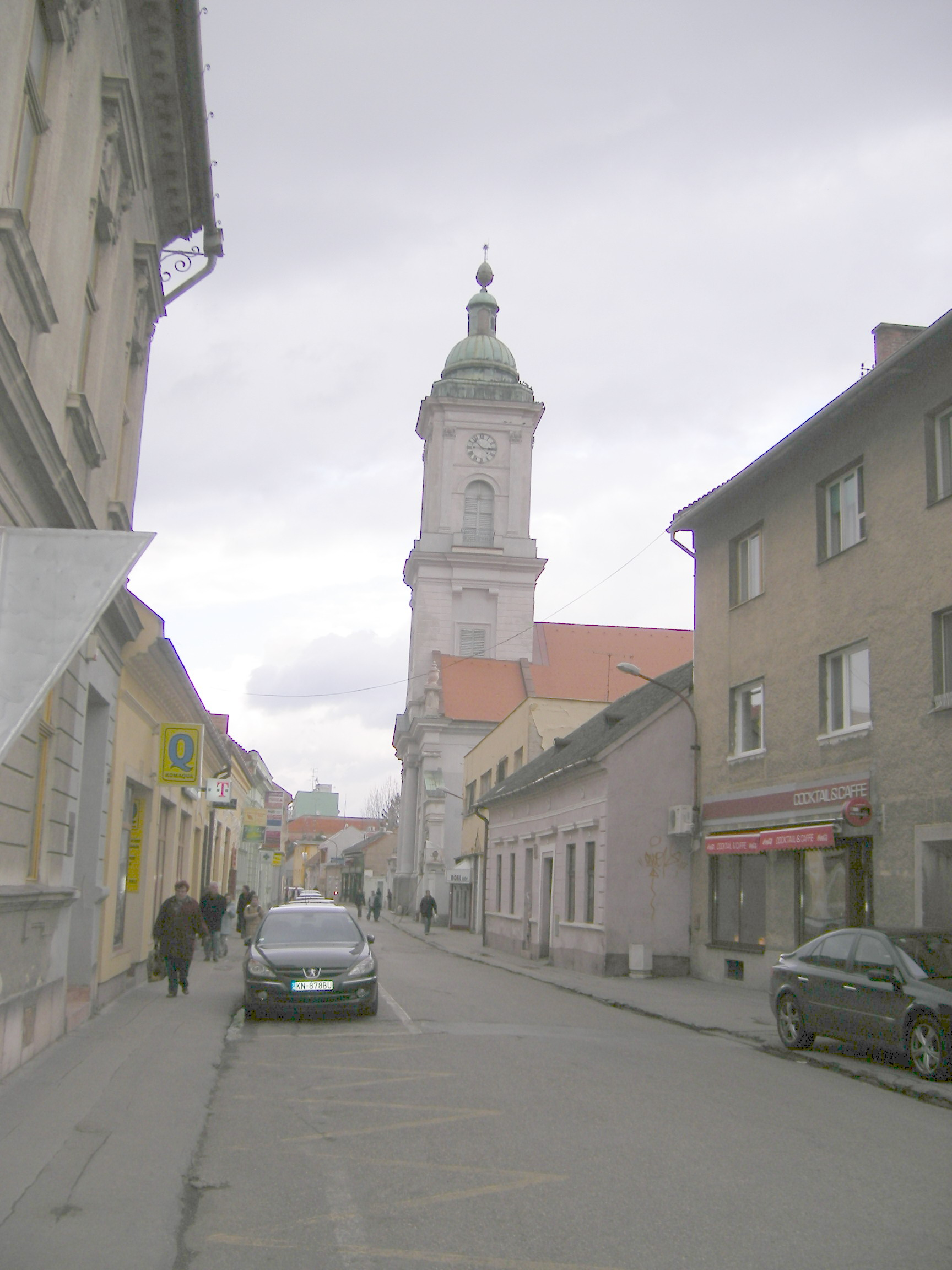
A Jókai utca felső része a református templommal
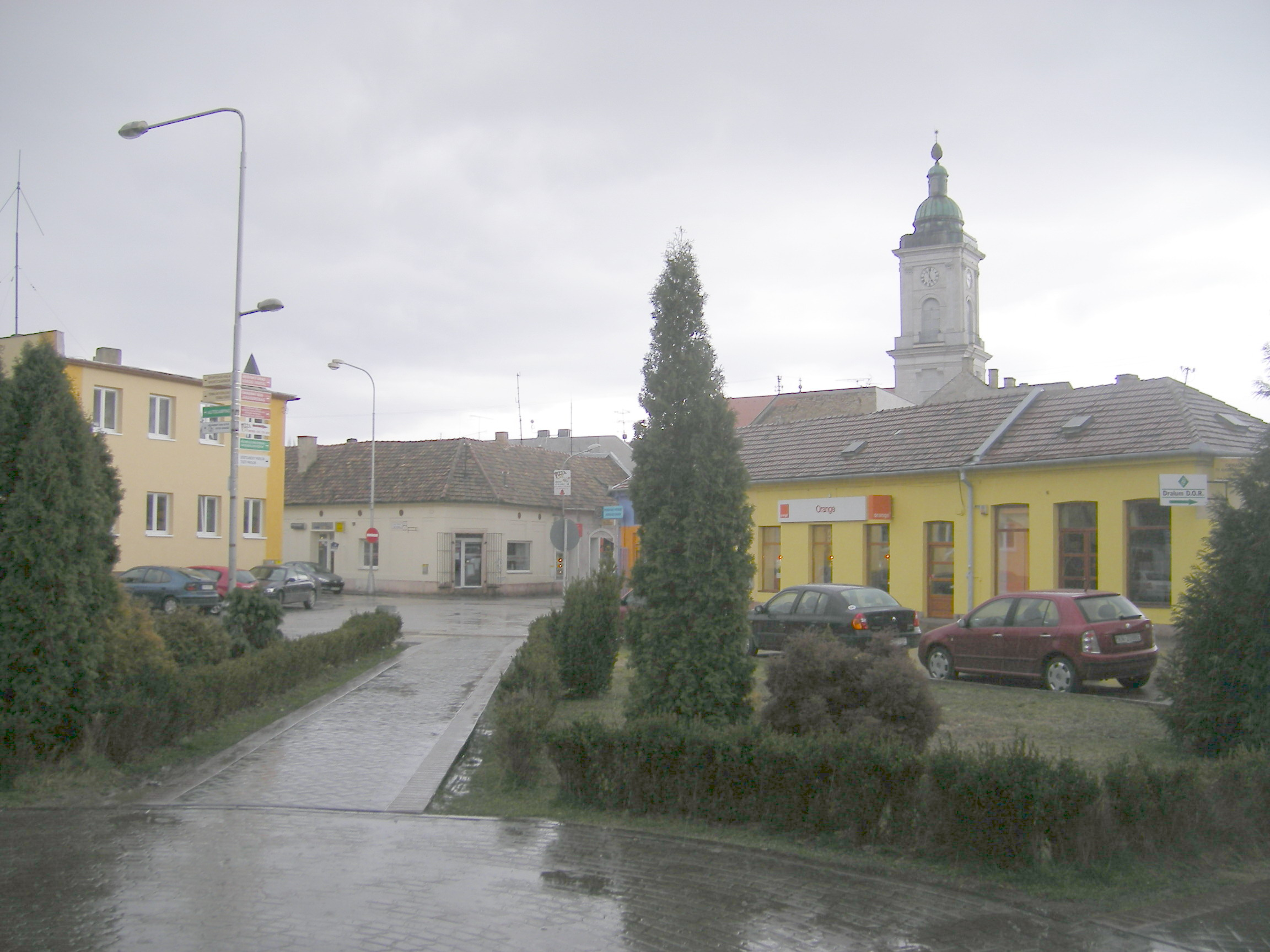
A Kossuth tér és a Jókai utca kereszteződése

## Lásd még
- Komárom (Szlovákia)
- Komárom története

## Külső hivatkozások
- A Jókai utca (fényképes összeállítás)